# Kaw Valley Football Club
O Kaw Valley FC é um clube americano de futebol que compete na USL League Two.

## História
O clube faz parte da Divisão Heartland da Conferência Central. A equipe treina no Swope Soccer Village em Kansas City e joga suas partidas em casa em Topeka e Lawrence, Kansas. 
Em 2018 o clube terminou em terceiro da Divisão Heartland, não se classificando para os playoffs. Em 2019, após terminar em segundo lugar na divisão, o clube chegou até a final da conferência.